# Carano (Ville di Fiemme)
Carano (Caràn in dialetto fiammazzo) è una frazione di 1 079 abitanti del comune di Ville di Fiemme, nella provincia autonoma di Trento.
Un tempo comune autonomo, il 1⁰ gennaio 2020 si è fuso con i comuni di Daiano e Varena nel nuovo comune di Ville di Fiemme.
Carano è un tipico insediamento alpino disposto su un terrazzo in posizione dominante, con vista sulla catena del Lagorai e le Pale di San Martino.
La Valle del Rio Val, detta anche Val d'Osta, divide il paese in due parti: la Villa, che è l'agglomerato principale e più elevato (m 1120), e Radòe, dove sorge la chiesa (m 1086).

## Storia
Il paese di Carano ha origini molto antiche che risalgono al periodo romano, quando ai precedenti insediamenti dell'età del Ferro situati sulla sommità di dossi ben difendibili, ne vengono aggiunti dei nuovi su zone prative ben soleggiate. Il nome antico latino del villaggio era Cadranum (Cadrano), che deriverebbe da quello di praedium romano.
Il primo documento storico in cui si fa riferimento al paese risale al 1188 (Codice Wanghiano, nr. 28, edizione del Kink). In esso si fa riferimento alle prestazioni dovute dai Fiemmazzi ai ministeriali vescovili e vi si può leggere "Et piscatoribus Tridenti due pecie panni dabantur una ex terra Padraove, que est unus campus in Aradoio et duo in Peraiollo et Pratum de Vedrioza", quindi nel XII secolo un prato in Aradoio (Radoe), due in Peraiollo (ai Perari) e uno in Vedrioza (Veronza) dovevano dare due pezze di panno ai pescatori di Trento.
Inoltre, nel Catalogus Cleri del 1910, la chiesa di Carano dedicata a San Nicolò di Bari, appare edificata nel 1150 e consacrata nel 1193 dal Vescovo di Trento Corrado II di Beseno.

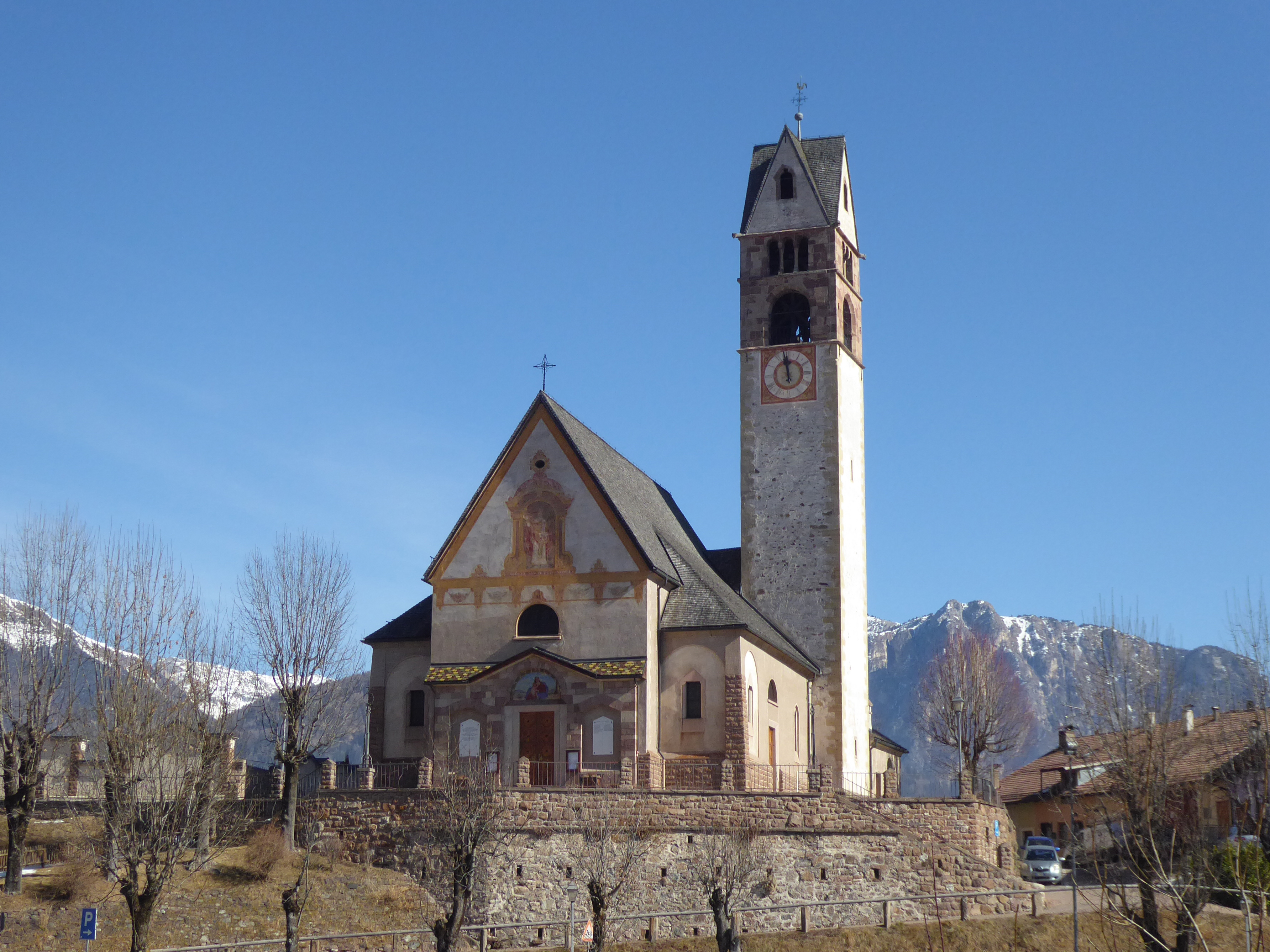
Chiesa di San Nicolò, oggetto di un intervento dell'architetto Giovanni Tiella, di Rovereto.

Carano formò anticamente un Quartiere della Comunità Generale di Fiemme assieme a Daiano; dal 1318 e sino ai primi anni del secolo ventesimo lo formò con Castello, Molina e Trodena. Il paese faceva comunque regola a sé ed era governato da tre Regolani eletti annualmente; essi dovevano amministrare le cose comunali secondo la consuetudine della villa, con il laudo e il voto della maggior parte dei Vicini raccolti a  Regola Generale.
Si riportano di seguito alcune date significative della vita e dell'evoluzione della comunità di Carano:
- nel 1315 vi erano in paese una trentina di Vicini, il che farebbe supporre a una popolazione di circa 150 (centocinquanta) persone;
- nel 1505 si tennero i processi alle streghe; fra queste, due di Carano: una muore in carcere dopo tortura e l'altra viene arsa viva;
- il 1570 fu un anno di carestia: esso viene ricordato con un sasso recante l'iscrizione: "fato lano dela fame 1570" e attualmente sito lungo la strada che porta a Cavalese;
- nel 1784 un incendio distrusse l'intero paese (centododici case) ad esclusione di Radoe;
- nel 1797 si ebbe una grande siccità con conseguente mortalità di persone e animali in tutta la Valle;
- nel 1807 vennero introdotte dal Governo Bavarese le scuole popolari, rese obbligatorie per tutta la Provincia;
- nel 1907 la Curazia di Carano fu elevata a parrocchia e il primo parroco fu don Giuseppe Daprà di Moena.
- nel 1928, con la politica accentratrice fascista, l'esercizio delle funzioni comunali fu trasferito al comune di Cavalese, rendendo di fatto Carano una frazione retta dal Podestà;
- nel 1947, al termine della seconda guerra mondiale e la conseguente caduta del fascismo, dette funzioni vengono restituite e Carano riacquista le prerogative di Comune[4].

### Simboli
Lo stemma del Comune era stato adottato con D.G.P. dell'8 giugno 1984 n. 4885.
Il gonfalone in uso era un drappo interzato in fascia di giallo, di bianco e di rosso.

## Monumenti e luoghi d'interesse

### Architetture religiose
- Chiesa di San Nicolò

## Tradizioni: ilbanderaldi Carano

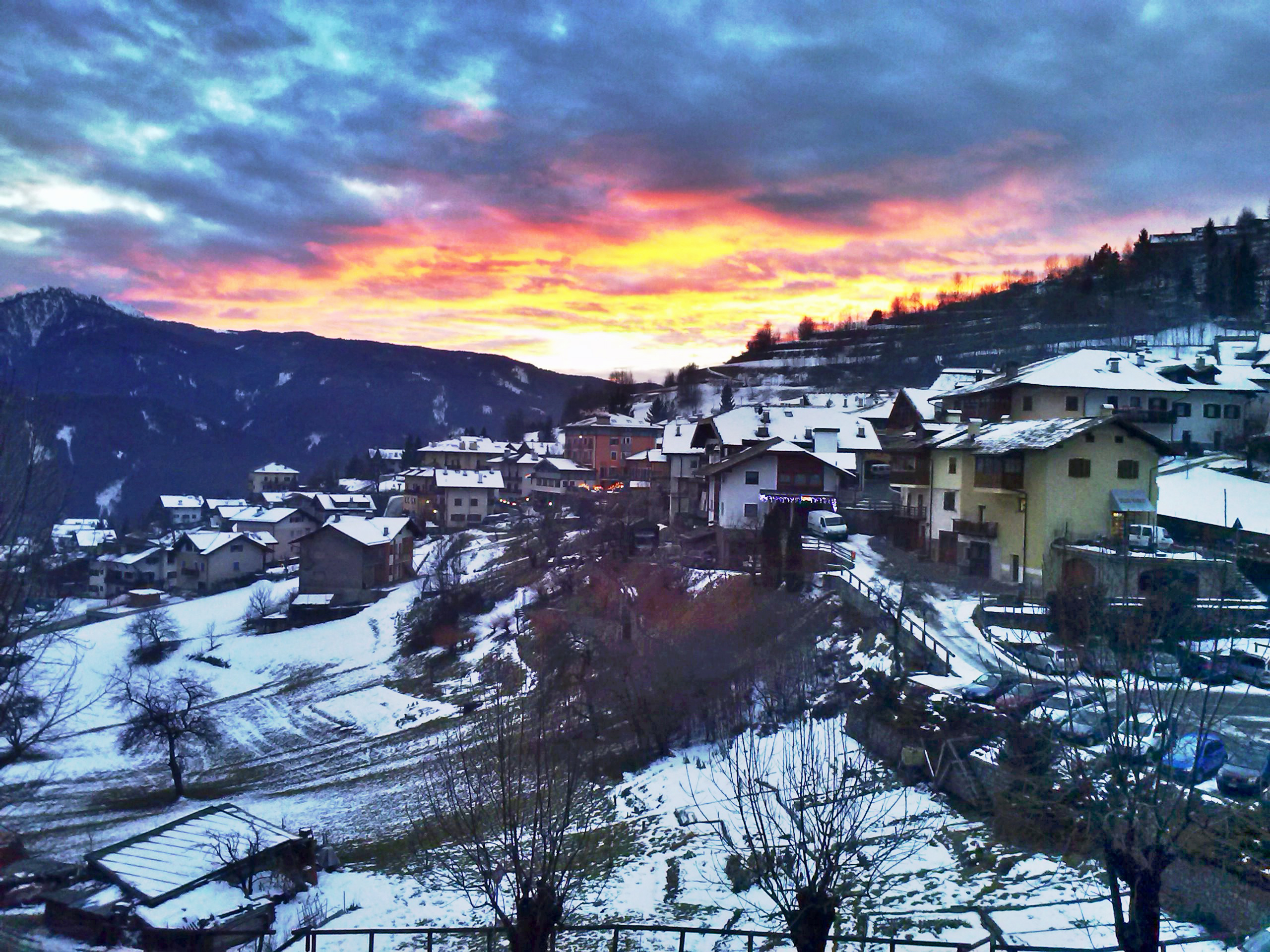
Scorcio di Carano al tramonto

Ogni quattro anni, l'ultimo giorno di carnevale si svolge a Carano l'antica tradizione del “Banderal”. Gli scapoli del paese fiammazzo organizzano questa antica rappresentazione che rimane viva quasi inalterata da secoli nella Regola di Carano e che faceva parte della Magnifica Comunità (ente territoriale che godeva di autonomia e libertà all'interno del Principato Vescovile Imperiale di Trento).

Fino all'inizio del secolo scorso, in Valle di Fiemme (ma con tutta probabilità anche in Valle di Fassa) erano attive le “Società di Bandiera”. Esse erano composte da tutti gli scapoli del paese.
Ogni Regola della Magnifica Comunità di Fiemme aveva una propria bandiera che veniva esibita durante la feste religiose e civili. Il “menar bandiera” era in uso alle feste nuziali, per rendere omaggio alle visite di personalità importanti e, nel periodo di carnevale, in stretta relazione con le maschere locali. Quindi in essa si fondono due antiche tradizioni di Fiemme: il rito più simbolico 
simboleggiato dall'appartenenza al proprio territorio data dalla concessione di una “Bandiera”, (risalente al Landlibell del 1511) e quello più propiziatorio di iniziazione dei giovani scapoli del paese, il tutto in sintonia con le maschere locali, che hanno radici comuni in tutte le Alpi.

Il momento saliente era “Menàr la Bandiera” andato in disuso in tutte le Regole, rivive ogni quattro anni a Carano. Ci sono notizie certe dei cosiddetti “zughi de la bandiera” alla grande Fiera della Magnifica Comunità, al Parco dell'Assunta di Cavalese, che erano delle esibizioni con gara tra i “Banderali” delle regole della Magnifica Comunità di Fiemme.

La bandiera del “Banderal” rappresenta quella dell'antica regola di Carano ha nove strisce (come erano nove le antiche regole di Fiemme) colorate, in ogni regola cambiano i colori o la disposizione degli stessi, ad esempio Cavalese alternava il bianco ed il rosso sulle 9 strisce).

La vigilia dell'Epifania, (che sancisce l'inizio del carnevale) gli scapoli del paese si riuniscono per assegnare le cariche, poi la costituita compagnia del Banderàl va in giro per il paese a “Maridàr via” (maritare) tutte le donne nubili e ragazze in età da marito, cantando loro un'antica serenata, (E per grazia del Signore sian arrivati al 6 gennaio, vogliam spender questa sera per andar a maritar, le tutele…) invitandole al ballo. L'ultimo giorno di Carnevale la manifestazione raggiunge il culmine. La Bandiera viene “menata” a tutte le autorità del Paese e a chi ne fa domanda, per dar loro onore, poi la sera la Compagnia si ritrova al gran ballo con “le ragazze da marito”.

La società del Banderàl è composta dal “Sovrastante” (capo e cassiere) che ha una fascia sulla spalla di raso nera, dal “Banderàl” che ha una fascia colorata, dal “Sotobanderal” che ha una fascetta al braccio, che si alternano nel “menàr bandiera”; da due “Matazini” che hanno il compito di raccogliere le torte ed i doni fatti dalle ragazze nubili del paese, correndo e saltellando per le vie del paese con i “zampugnoli” (campanelline) attaccate alla cinta, ogni tanto raggiungono il corteo o l'esibizione ma solo per qualche minuto e poi riscappano di corsa per raccogliere le altre cibarie; da quattro “Lacchè” che rendono omaggio alla Bandiera, precedono il corteo correndo ed alternandosi in coppia, poi ballano sotto la bandiera a ritmo di valzer lento, da due “Zane” che hanno il compito di rubacchiare e scorrazzare allegramente in giro per il paese, dal “Visetae” che tiene in riga la compagnia, munito di “scuria” frustino con all'estremità una vescica gonfiata di maiale, deve stare attento che la compagnia non si dilegui o si nasconda in qualche osteria; da due “Armadasta”, che sono persone anziane e sposate che hanno il compito di custodire la Bandiera, hanno un fiore rosso all'occhiello; dai Musicanti e dalla Compagnia tutta vestita di nero con giacca e cravatta, un fiore bianco all'occhiello.

Poi la sera tutti al ballo con le ragazze da marito, invitando anche coloro che hanno dato una mano all'organizzazione della manifestazione.

Il mercoledì delle ceneri la Compagnia si ritrova per “spazzar su”. Il Carnevale finisce e la compagnia si ritrova in questa chiusura con un'aringa affumicata per simboleggiare il periodo “da magro”.

## Società

### Evoluzione demografica
Abitanti censiti